# Parmotrema mellissii
Parmotrema mellissii är en lavart som först beskrevs av C. W. Dodge, och fick sitt nu gällande namn av Hale. Parmotrema mellissii ingår i släktet Parmotrema och familjen Parmeliaceae.   Inga underarter finns listade i Catalogue of Life.